# Гусь-Хрустальный
Гусь-Хруста́льный (до 1926 года — Гусь-Мальцевский) — город (с 1931) в России, административный центр Гусь-Хрустального муниципального района (в состав района не входит) и городского округа город Гусь-Хрустальный Владимирской области.
Расположен в Мещёре, на реке Гусь, в 51 км к югу от Владимира. Население — 51 552 чел. (2021).
Название жителей города — гусевча́не (мн. ч.), гусевча́нка (ед. ч., жен. род), гусевча́нин (ед. ч., муж. род). Также в местной прессе используется самоназвание жителей «гусевец», «гусевцы».

## История
Город образовался у станции Гусь, Владимирская губерния.

### Начало стекольного производства
Посёлок (Гусская волость) упоминается в документах XVII века. В 1756 году купцы Мальцовы в урочище Шиворово на реке Гусь начали строительство стекольной мануфактуры, давшей начало известному имени — Гусевской хрустальный завод и название городу «Гусь-Хрустальный». Строительство было вызвано необходимостью вывода предприятий из Подмосковья, где правительство запретило стекольные заводы из-за вырубки лесов. В Гусь, в частности, перевезли мастеровых из-под Можайска. В 1759 году Аким Мальцов запустил второй завод — Никулинский, состоявший из двух цехов (гут).
После смерти Акима во владение вступила его вдова Мария Васильевна. За 20 лет управления Мария Мальцова основала ещё четыре стекольных завода и один цементный. По завещанию все стекольные производства Мальцова передала младшему сыну Ивану, выделив старшему, Сергею, лишь денежное вознаграждение. Через несколько лет Сергей Мальцов выкупил у младшего брата все гусевские предприятия и основал рядом новые фабрики. В 1823 году после смерти Сергея Мальцова «мальцовский стекольный район», объединивший заводы Владимирской, Рязанской, Орловской, Калужской и Смоленской губерний, вновь объединился уже под началом его сына Ивана Сергеевича Мальцова.

### Иван Мальцов
В 1831 году Иван Мальцов, вернувшийся из-за границы, приехал в Гусь и занялся заводскими делами. При нём Гусевской хрустальный завод как бы заново родился. Мальцов, часто бывавший за границей, на своих предприятиях стал внедрять технические новшества, появлявшиеся в Европе. Заимствовал он и новинки других российских стекольных заводов, пользовавшиеся спросом на рынке. По предложению мастеров-умельцев при Мальцове была создана «камера образцов», где хранились изделия, лучшие по красоте и сложности исполнения рисунка. Вскоре гусевский завод был переведён на выпуск дорогой хрустальной посуды. Теперь завод по праву мог называться хрустальным. Сюда с других заводов были переведены лучшие стекольные мастера. В Гусе делали ходовые изделия из простого и цветного стекла с цветочной росписью и золочением. Изделия из хрусталя славились своей алмазной (бриллиантовой) гранью, украшались гравировкой. Выпускались вазы из двух- и трёхслойного хрусталя с травлением.
На II Всероссийской выставке мануфактурных изделий, проходившей в 1831 году в Москве, гусевский хрусталь был отмечен «малой золотой медалью». Через два года гусевские изделия завоевали на Петербургской выставке «большую золотую медаль». Ещё через два года мальцовские изделия вышли на мировой рынок.
В 1835 году Иван Мальцов, будучи за границей в свите Николая I, изучал работу чешских фабрик, выпускавших богемское стекло, закупил образцы производства, приобрёл рецепты изготовления. Вскоре гусевский завод освоил технологию изготовления богемских изделий.
В 1844 году в Гусе началось строительство бумагопрядильни, пуск которой состоялся в 1847 году. В 1865 году стала действовать и бумажно-ткацкая фабрика, а в 1888-м — вигонепрядильная. Бумагопрядильная фабрика с первых шагов отличалась высоким качеством пряжи. Хлопок закупали в Америке, всё оборудование было английским. На Всероссийской выставке 1870 года гусевским хлопчатобумажным изделиям была присуждена серебряная, а на выставке 1882 года — золотая медаль.

### Конец XIX — начало XX вв.
В 1880 Иван Мальцов умер.  После его смерти Гусевский хрустальный завод перешёл к одному из его племянников — Юрию Степановичу Нечаеву-Мальцову (1834—1913). В этот период Гусевской хрустальный завод производил около 1/4 всех стеклянных изделий Владимирской губернии, в 1884 году на нём работало 744 человека. На бумагопрядильной фабрике в этот период трудилось 3,5 тыс. человек. В начале XX века Гусь-Хрустальный стал крупным фабричным посёлком. Накануне Первой мировой войны в нём проживало 12 тыс. человек.
В 1914 году по завещанию бездетного Ю. C. Нечаева-Мальцова его состояние перешло к его родственнику — графу П. Н. Игнатьеву. В 1918 году предприятие было национализировано.

### Советский период

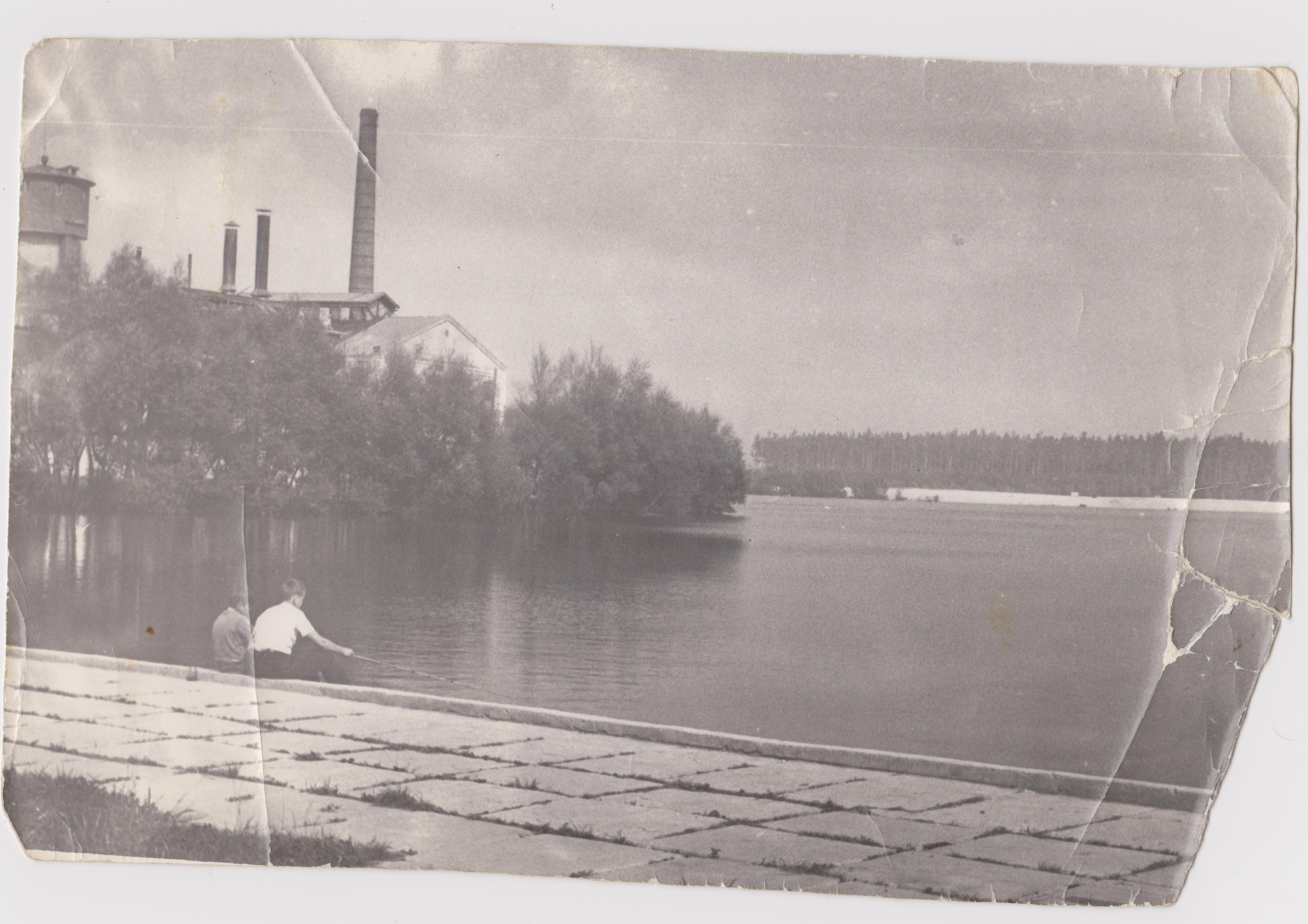
Вид на бывший завод с озером, 1970-е годы

Постановлением НКВД от 25 февраля 1919 года Гусь-Мальцевский получил статус города. Однако вследствие тяжёлых материальных условий, отсутствия административных зданий и какого-либо коммунального хозяйства, жилья, средств на оплату жалования городскому штату Гусь-Мальцевский не смог справиться с городскими расходами и впоследствии был переведён на положение рабочего посёлка.
Декретом ВЦИК от 23 августа 1926 года был образован Гусевской уезд. Гусь-Мальцевский переименован в Гусь-Хрустальный и стал уездным центром. На территории уезда действовало 26 довольно крупных промышленных предприятий. С ликвидацией губерний и уездов был организован Гусевский район Владимирского округа Ивановской Промышленной области.
Генеральный план и схема планировки посёлка была разработана в 1927 году годах архитектором-градостроителем Александром Иваницким.
Посёлок Гусь-Хрустальный с 10 июня 1929 года стал районным центром.
Постановлением ВЦИК от 30 января 1930 года в состав рабочего посёлка вошли прилегающие к нему посёлки: Некрасовский, Герценский, Красный октябрь и Хрустальщик (Постановление ВЦИК от 30.01.1930 «О включении в черту рабочего поселка Гусь-Хрустальный, Владимирского округа, Ивановской промышленной области, поселков: Герценского, Некрасовского, Красный октябрь и Хрустальщик»).
Постановлением ВЦИК от 20 ноября 1931 года рабочий посёлок Гусь-Хрустальный был преобразован в город. 11 марта 1936 года вошёл в состав Ивановской области.
Большой вклад в победу внесли гусевчане в годы Великой Отечественной войны. В городе действовали пять госпиталей. Осенью 1941 года в городе был создан комитет обороны, сформирован истребительный батальон народного ополчения. В короткие сроки производство было перестроено на военный лад. Хрустальный завод производил в то время термосы, колбы, фляжки, термометры и т. п.
14 августа 1944 года Гусь-Хрустальный перешёл в состав вновь образованной Владимирской области.
Гусь-Хрустальный награждён орденом «Знак Почёта» (1981) за успехи в развитии отечественной стекольной промышленности и вклад в развитие народного хозяйства.
В 1970-х годах была построена набережная, заасфальтированы дороги. В советский период в городе работали такие крупные производства, как хрустальный завод, текстильный комбинат, опытный завод, стеклозавод имени Дзержинского, кварцевый завод, «Швеймаш», арматурный завод, действовал Институт стекла, креолиновый завод, мясокомбинат, молкомбинат, хлебозавод. Были построены клубы, школы, открыты детские загородные лагеря отдыха.

### Постсоветский период
Гусевской хрустальный завод является крупнейшим отечественным предприятием по производству художественного стекла и хрусталя. В 1996 году город Гусь-Хрустальный был удостоен международного приза «Золотой Меркурий» за сохранение историко-архитектурного облика города.
Распад СССР имел негативное влияние на промышленность города. Были закрыты Кварцевый завод и Швеймаш.
В конце 2010 года предприниматели Гусь-Хрустального обратились к главе правительства Владимиру Путину с письмом о засилье криминала в их городе: «Более трёх десятков поджогов, грабежей, избиений и других „образцово-показательных“ преступлений против представителей бизнеса. И это статистика лишь только за 4 последних месяца». Ситуация в городе описывалась как «криминальный террор». В ходе расследования руководители местных правоохранительных органов были отстранены от должностей, а позднее подали в отставку. Наводить порядок в Гусь-Хрустальный приезжал глава Следственного комитета РФ Александр Бастрыкин.
Владимир Путин прокомментировал криминальную ситуацию в Гусь-Хрустальном следующим образом: «Что касается той ужасной ситуации в Кущёвской, да и в Гусь-Хрустальном, то здесь дело не только в органах внутренних дел. Здесь дело совсем в другом: в том, что все органы власти оказались несостоятельными».
До 2010 года Гусь-Хрустальный имел статус исторического поселения, однако Приказом Министерства культуры РФ от 29 июля 2010 г. № 418/339 город был этого статуса лишён.
В ноябре 2011 года знаменитый Хрустальный завод, давший имя городу, приостановил работу. Производство на заводе было остановлено 5 ноября 2011 года по причине отключения электроэнергии за долги в 11 миллионов рублей. Работники предприятия были уволены в январе 2012 года.
В сентябре 2012 года был задержан Андрей Муртазин, лидер действовавшей тогда в 2010 году ОПГ «Восьмёрочные», а также его брат Руслан Муртазин.
26 декабря 2013 года возобновил работу Хрустальный завод, а точнее — 4-й его цех, который специализируется на выпуске цветного хрусталя. На мероприятии по запуску производства присутствовали губернатор Владимирской области Светлана Орлова, председатель Законодательного собрания области Владимир Киселёв, а также глава города Николай Балахин.

## Население
| 1859    | 1885    | 1897    | 1920    | 1923    | 1926    | 1931    | 1939    | 1959    | 1970    | 1973    |
| ------- | ------- | ------- | ------- | ------- | ------- | ------- | ------- | ------- | ------- | ------- |
| 3282    | ↗6229   | ↗11 981 | ↘9971   | ↗12 191 | ↗17 910 | ↗25 500 | ↗40 225 | ↗54 158 | ↗64 516 | ↗67 000 |
| 1976    | 1979    | 1982    | 1986    | 1987    | 1989    | 1996    | 1998    | 2000    | 2001    | 2002    |
| ↗69 000 | ↗71 598 | ↗73 000 | ↗75 000 | ↗76 000 | ↗76 360 | ↘75 900 | ↘74 800 | ↘73 400 | ↘72 300 | ↘67 121 |
| 2003    | 2005    | 2008    | 2009    | 2010    | 2011    | 2012    | 2013    | 2014    | 2015    | 2016    |
| ↘67 100 | ↘64 900 | ↘61 900 | ↘61 013 | ↘60 784 | ↗60 800 | ↘59 653 | ↘58 571 | ↘57 616 | ↘56 676 | ↘55 973 |
| 2017    | 2018    | 2019    | 2020    | 2021    |         |         |         |         |         |         |
| ↘55 421 | ↘54 533 | ↘53 606 | ↘52 779 | ↘51 552 |         |         |         |         |         |         |

На 1 января 2025 года по численности населения город находился на 322-м месте из 1124 городов Российской Федерации.
Население города уменьшается в связи с превышением смертности над рождаемостью и оттоком части трудоспособного населения в другие города.

## Климат
| Показатель                            | Янв.  | Фев. | Март | Апр. | Май  | Июнь | Июль | Авг. | Сен. | Окт. | Нояб. | Дек.  | Год |
| ------------------------------------- | ----- | ---- | ---- | ---- | ---- | ---- | ---- | ---- | ---- | ---- | ----- | ----- | --- |
| Средний суточный максимум, °C         | −6,7  | −5,3 | 0,8  | 10,1 | 18,3 | 22,4 | 24,4 | 22,3 | 15,7 | 7,9  | −0,1  | −4,6  | 8,8 |
| Средняя температура, °C               | −9,8  | −9,1 | −3,3 | 5,2  | 12,6 | 16,8 | 18,9 | 16,7 | 10,7 | 4,3  | −2,5  | −7,3  | 4,4 |
| Средний суточный минимум, °C          | −13,2 | −13  | −7,2 | 0,9  | 7    | 11,2 | 13,5 | 11,7 | 6,6  | 1,3  | −4,9  | −10,2 | 0,3 |
| Норма осадков, мм                     | 41    | 31   | 30   | 43   | 48   | 74   | 70   | 70   | 54   | 65   | 50    | 50    | 626 |
| Источник: Climate-data.org, Метеоинфо |       |      |      |      |      |      |      |      |      |      |       |       |     |

## Достопримечательности

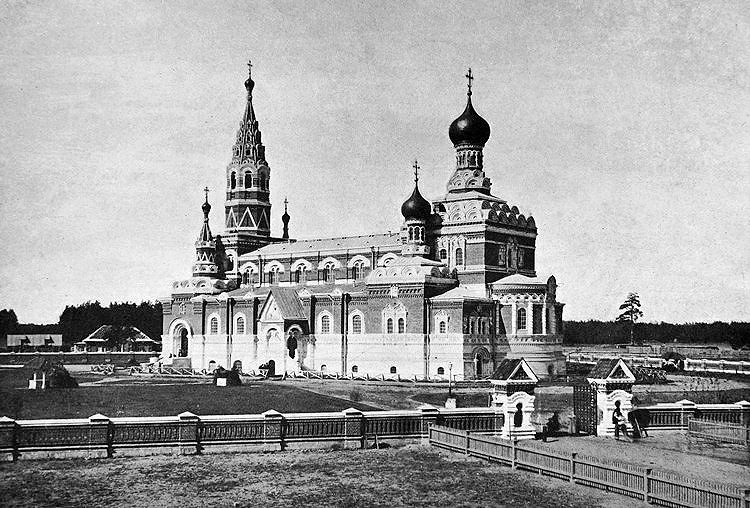
Георгиевский собор в начале XX века

Одной из достопримечательностей города является Георгиевский собор, построенный в 1904 году на средства Ю. С. Нечаева-Мальцова по проекту архитектора Л. Н. Бенуа и освящённый в честь святого Георгия Победоносца. В соборе частично сохранились росписи В. М. Васнецова. В настоящее время в бывшем здании храма размещён Музей хрусталя. С 2019 года в соборе начали проводиться богослужения, первую такую службу возглавил митрополит Владимирский и Суздальский Тихон (Емельянов).
Свято-Троицкий собор отсчитывает свою историю с 1816 года, когда в селе Гусь рядом с хрустальной фабрикой появилась небольшая обитель. Храм возвели и назвали в честь святых Иоакима и Анны. Спустя 35 лет рядом с церковью построили храм и освятили его в честь Живоначальной Троицы. В 1936 году был закрыт. Восстановительные работы начались лишь в 1989 году. Практически все в храме пришлось реставрировать с нуля, начиная от полов до купола обители и колокольни, которая была почти вся разрушена.
Городское искусственное водохранилище (в народе называют озером) — одно из наиболее привлекательных мест отдыха для жителей и гостей города.
Гусь-Хрустальный — один из городов малого Золотого кольца России.

## Образование
- Восемь средних общеобразовательных школ[45], четыре основные общеобразовательные школы[46] и одна специальная общеобразовательная школа[47], православная гимназия[48], 22 детских сада и один школа-сад, дом ребёнка, детский приют;
- Гусевский стекольный колледж, филиал Владимирского техникума экономики и права, Гусь-Хрустальный технологический колледж имени Г. Ф. Чехлова;
- «Центр дополнительного образования детей „Исток“»;[49]
- Детская школа искусств.

## Спорт
- Детско-юношеская спортивная школа;
- Детский оздоровительно-образовательный физкультурно-спортивный центр им. А. В. Паушкина;
- Детско-юношеский спортивный клуб «Харламовец»;
- Стадион ФК «Грань»;
- Стадион «Центральный»;
- Владимирская областная общественная организация спортивно-технический клуб «КВАРЦ» (Картинг и трековые гонки)
- Футбольный клуб «Грань» участвует в чемпионате области по футболу;
- Женские футзальные клубы «Альфа» и «Искра» — призёры чемпионатов и кубков России по футзалу и микрофутзалу

## Культура
- Городской библиотечный информационный центр;
- Киноцентр «Алмаз»;
- Дворец молодёжи «Хрустальный»
- Гусь-Хрустальный историко-художественный музей
- Музей хрусталя имени Мальцовых

## Гостиницы
- Гостиница «Мещёра»
- Гостиница «Баринова Роща»
- Парк-отель «Усадьба Мещёрская»

## Памятники
- Два памятника В. И. Ленину
- Вечный огонь
- Памятник Ф. Э. Дзержинскому
- Памятник Неизвестному солдату
- Памятник А. В. Мальцову
- Памятник пострадавшим при ликвидации катастрофы на Чернобыльской АЭС
- Стела, установленная на месте дома, в котором родился врач-психиатр С. С. Корсаков
- Памятник-мемориал «Российскому солдату», с изображением военнослужащего в боевой экипировке

## Экономика
Город является одним из центров стекольной промышленности, преобладают предприятия, специализирующиеся на выпуске изделий из стекла и хрусталя. Среди градообразующих предприятий:
- Гусевской хрустальный завод
- Гусевский стекольный завод имени Ф. Э. Дзержинского
- ОСВ «Стекловолокно»
- Гусевский арматурный завод «Гусар»
- Баутекс
- Опытный стекольный завод
- Предприятие «Хлеб Мещёры»
- Текстильный комбинат
- Стекольный рынок

Гусевской хрустальный завод, завод «Стекловолокно» и Гусевский стекольный завод имени Дзержинского в советское время были градообразующими предприятиями стратегического значения, на которых было занято большинство населения города. Но в 1990-х годах бедственное экономическое положение страны не могло не затронуть и эти заводы. Госзаказов на производство стекла в ту пору практически не поступало. В результате производство было сильно сокращено. В настоящее время некоторая часть производственных площадей не используется.

## Транспорт

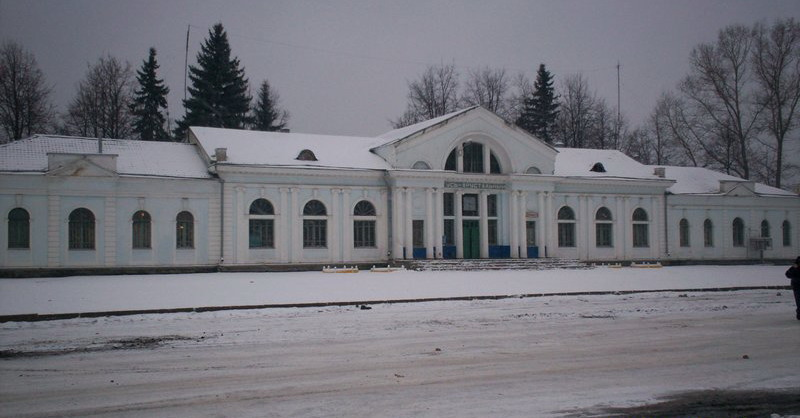
Вокзал станции Гусь-Хрустальный, 2007 г.

### Городские автобусы
В городе действуют 6 автобусных маршрутов. Один из них соединяет город с ближайшим посёлком Гусевским.

### Пригородные автобусы
Автостанция города Гусь-Хрустального обеспечивает регулярные автобусные маршруты. Направления: Владимир, Рязань.

### Пригородные поезда
- Железнодорожная станция Гусь-Хрустальный Горьковской железной дороги расположена на тупиковой неэлектрифицированной однопутной ветке Владимир — Тумская (две пары пригородных поездов ежедневно). Линию обслуживают поезда на тепловозной тяге, состоящие из 2—3 сидячих вагонов ТВЗ 2022 года постройки. Вагоны оборудованы кондиционерами и вакуумными санузлами.
- Из Москвы можно ехать на электропоезде до станции Нечаевской (с пересадкой на станции Черусти), расположенной в 15 км от города, у станции оборудована таксомоторная площадка.

## Энергетика
- Газопроводная ветка Владимир — Великодворский;
- Электролиния 2x220кВ Владимирская ПМЭС — ПС «Стекловолокно».
- Две линии 110 кВ от Шатурской ГРЭС через Рошаль и через Черусти.

## Мобильная связь
- Билайн
- МТС
- МегаФон-Владимир
- Теле2
- Yota
- Ростелеком

## Средства массовой информации

### Телевидение
В городе присутствует возможность смотреть телевидение посредством кабельных сетей, среди которых «Центральный регион», «Жанр» и другие.
Эфирное телевидение:
- 11 ТВК — НТВ
- 16 ТВК — ТНТ
- 31 ТВК — Пятый канал
- 36 ТВК — Первый мультиплекс цифрового телевидения России
- 39 ТВК — СТС
- 51 ТВК — Карусель
- 58 ТВК — Второй мультиплекс цифрового телевидения России

### Радио
- 95,7 — Маруся FM
- 96,8 — Радио Родных дорог
- 98,1 — Юмор FM
- 98,6 — Радио Рекорд
- 99,1 — Ретро FM
- 99,5 — Русское радио
- 101,1 — DFM
- 103,1 — Радио России / ГТРК Владимир
- 103,6 — Европа Плюс
- 104,6 — Love Radio
- 105,6 — Дорожное радио
- 106,0 — (ПЛАН) Радио Комсомольская Правда
- 106,6 — Радио 7 на семи холмах
- 107,2 — Авторадио
- 107,6 — Новое радио

### Печать
- «The crystal ЖАНР»
- «Гусевские вести»
- «Афиша» (ранее называлась «Новая Афиша»)
- Центральный регион

### Интернет СМИ
- «Гусь-Инфо»[53]

## Русская православная церковь
Город является центром Гусь-Хрустального благочиния Владимирской митрополии. Благочинный храм — церковь Троицы Живоначальной (1816), первоначально была освящена в честь святых праведных Богоотец Иоакима и Анны.
В городе находится Гусевское православное духовное училище (основано в 1995 году; с домовой церковью Сергия Радонежского), храмы Святых благоверных князей Александра Невского и Даниила Московского, Святителя Николая Чудотворца, собор Святого Георгия Победоносца, часовня Святой Варвары великомученицы.

## Фотогалерея города

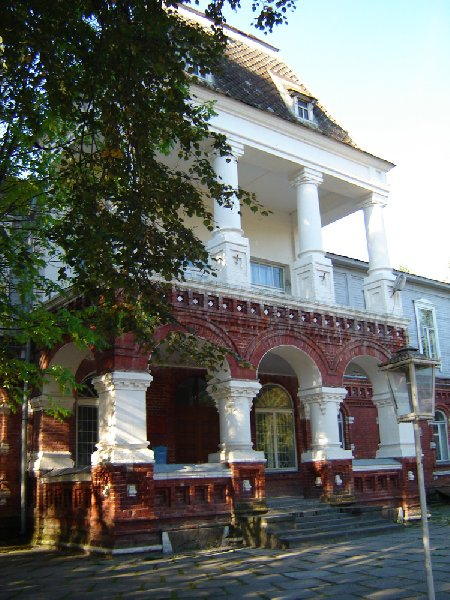
Богадельня (ныне мэрия)
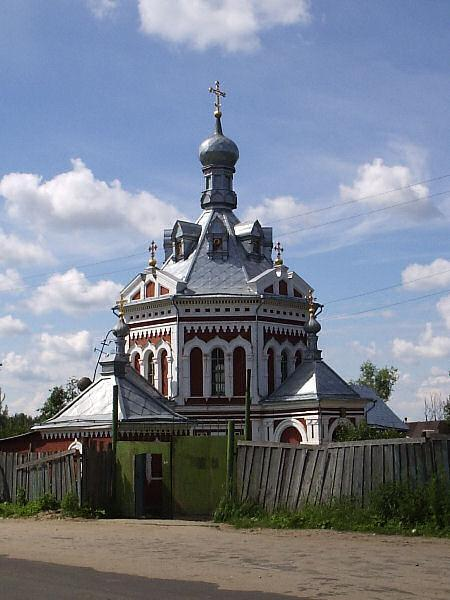
Часовня Св. Варвары (наст. время)
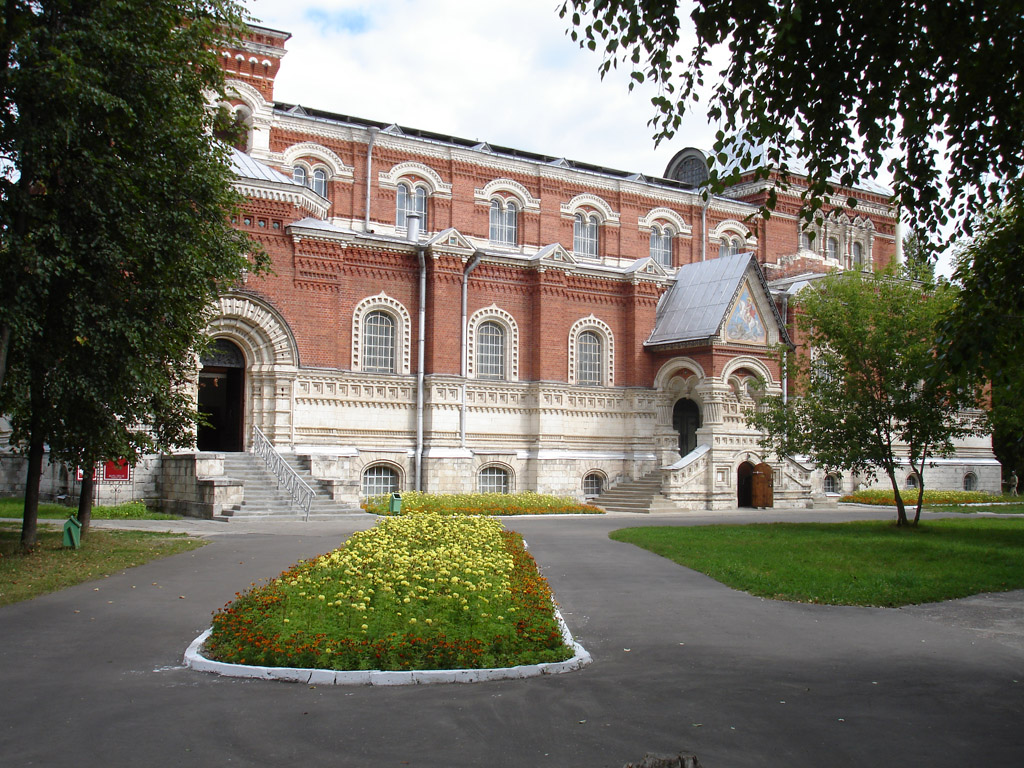
Георгиевский собор (ныне музей хрусталя)
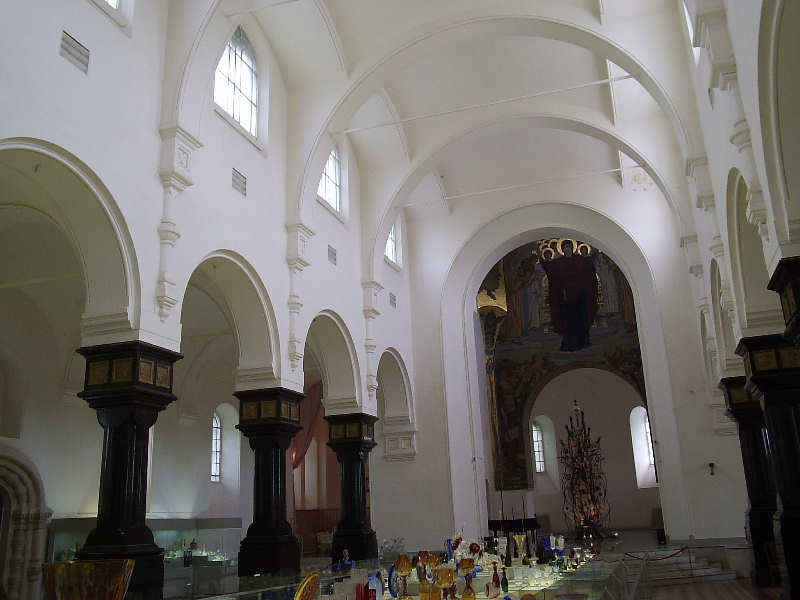
Интерьеры Георгиевского собора
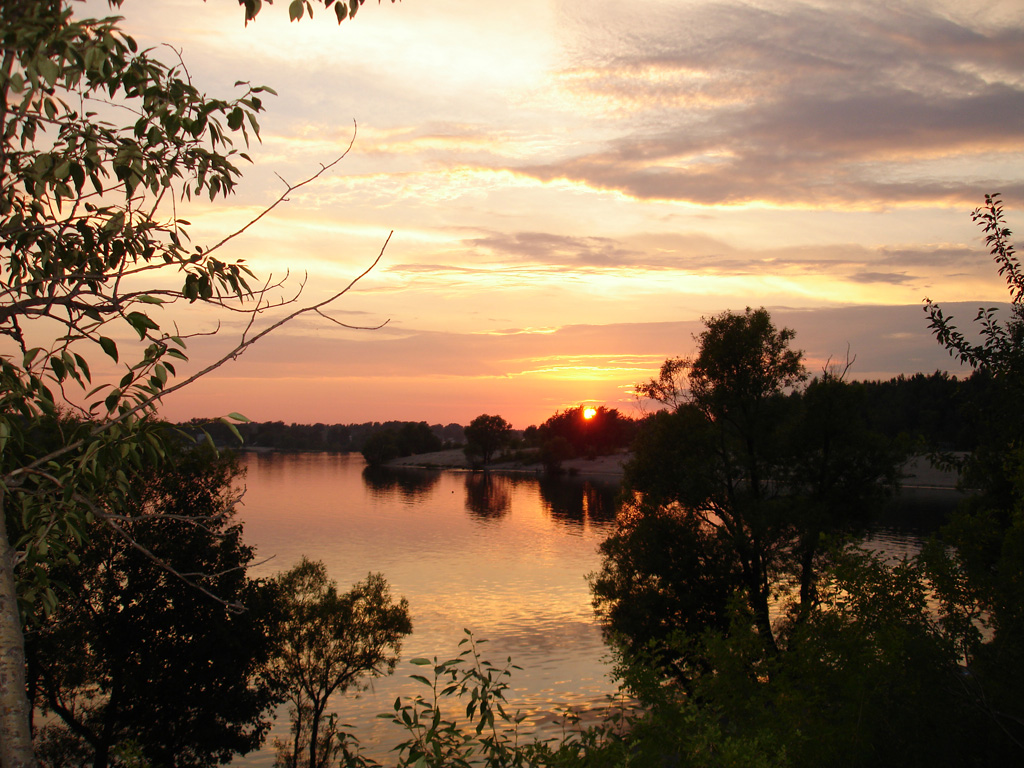
Озеро в центре города, закат
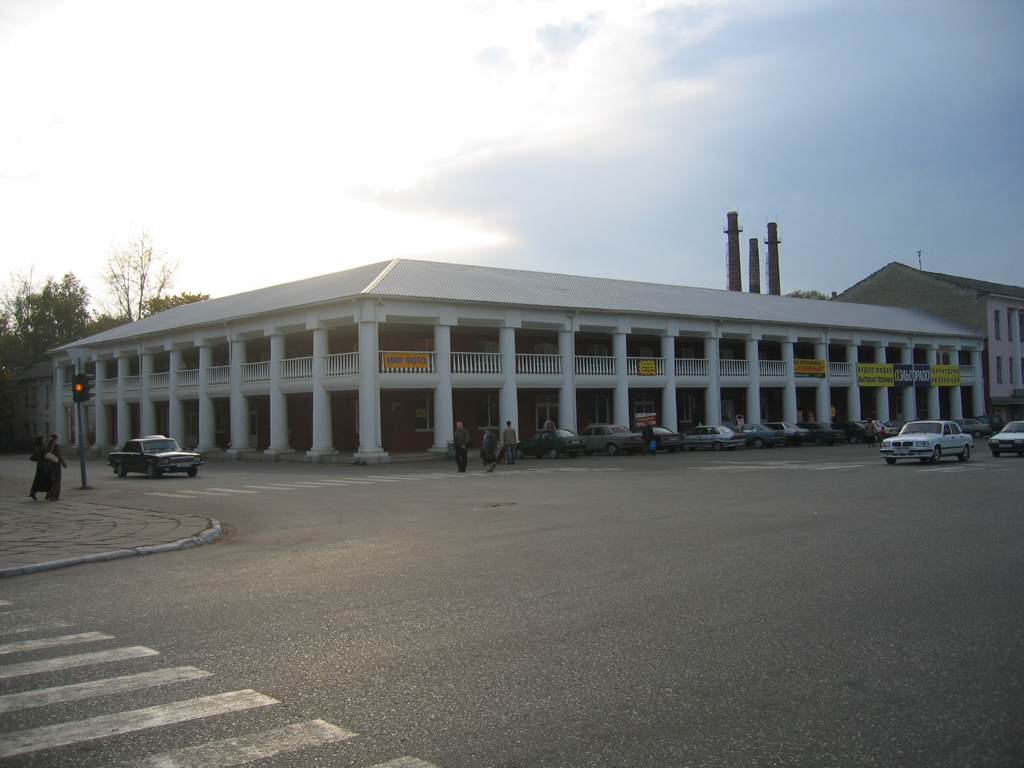
Городские торговые ряды
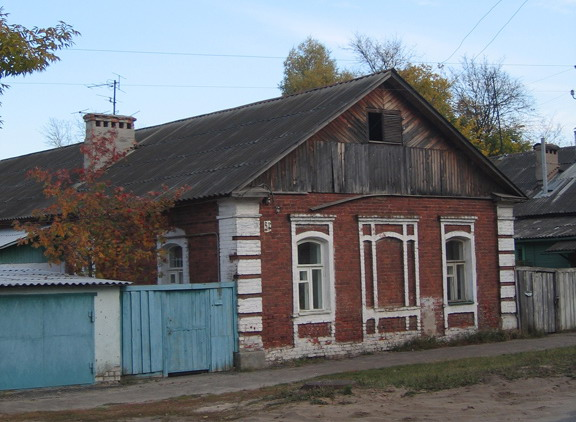
Мальцовские домики (типичная застройка города XIX — начала XX в.)
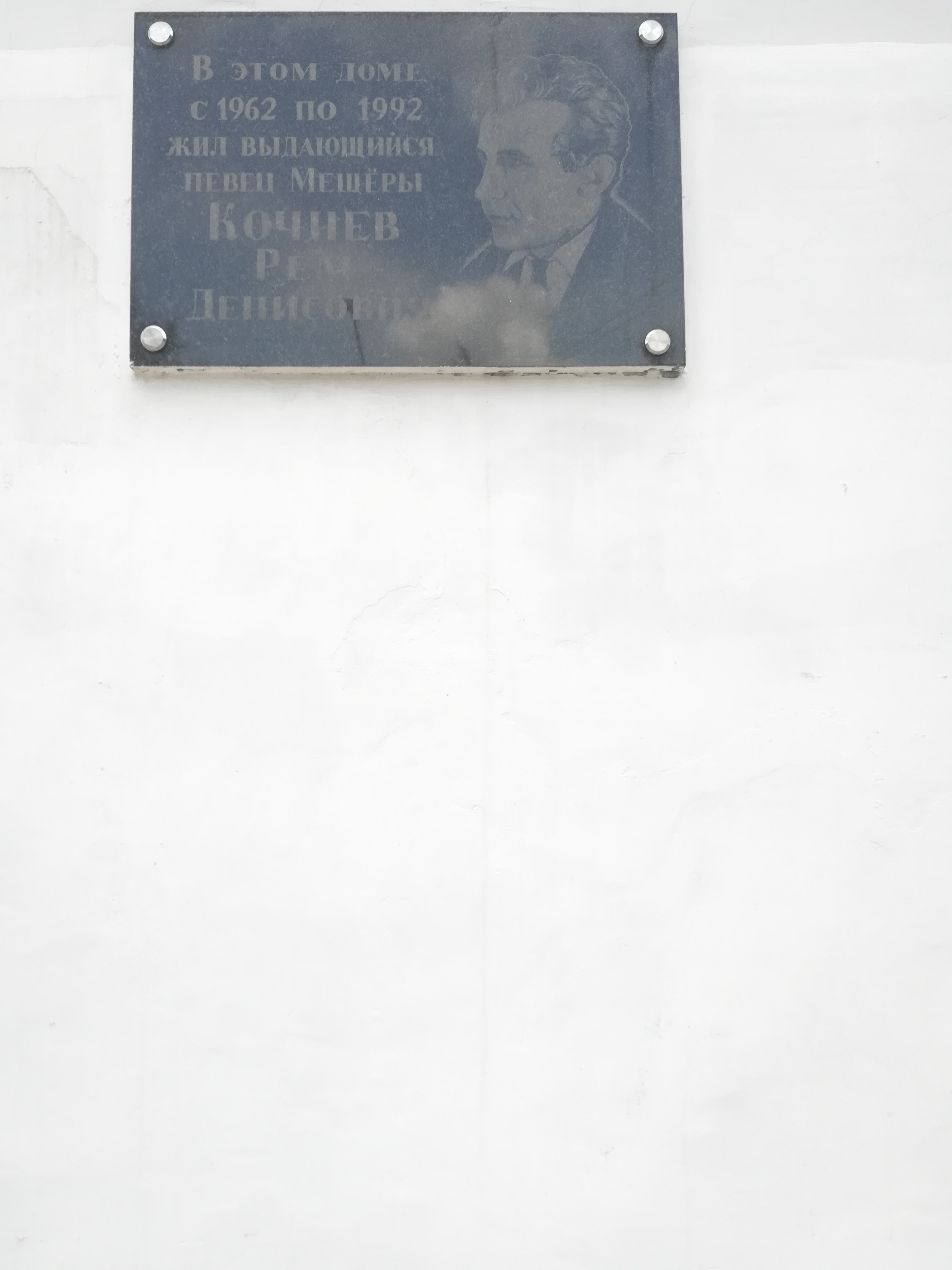
Мемориальная доска Кочневу
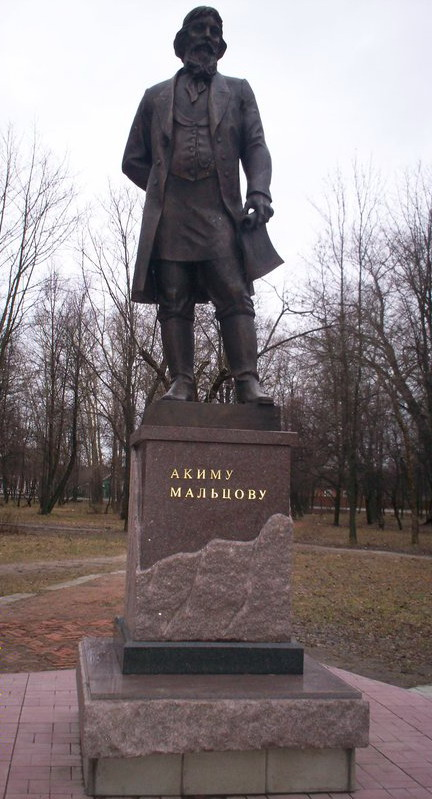
Памятник Акиму Мальцову (основателю города)
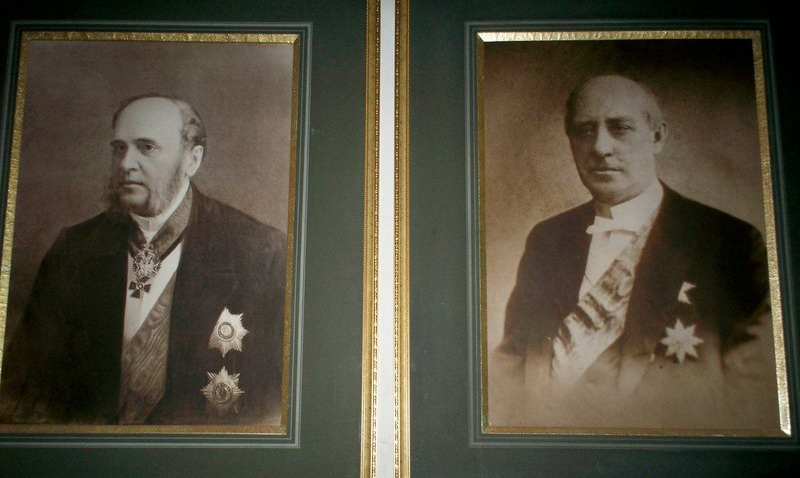
Отцы-основатели (Иван и Юрий Мальцовы)
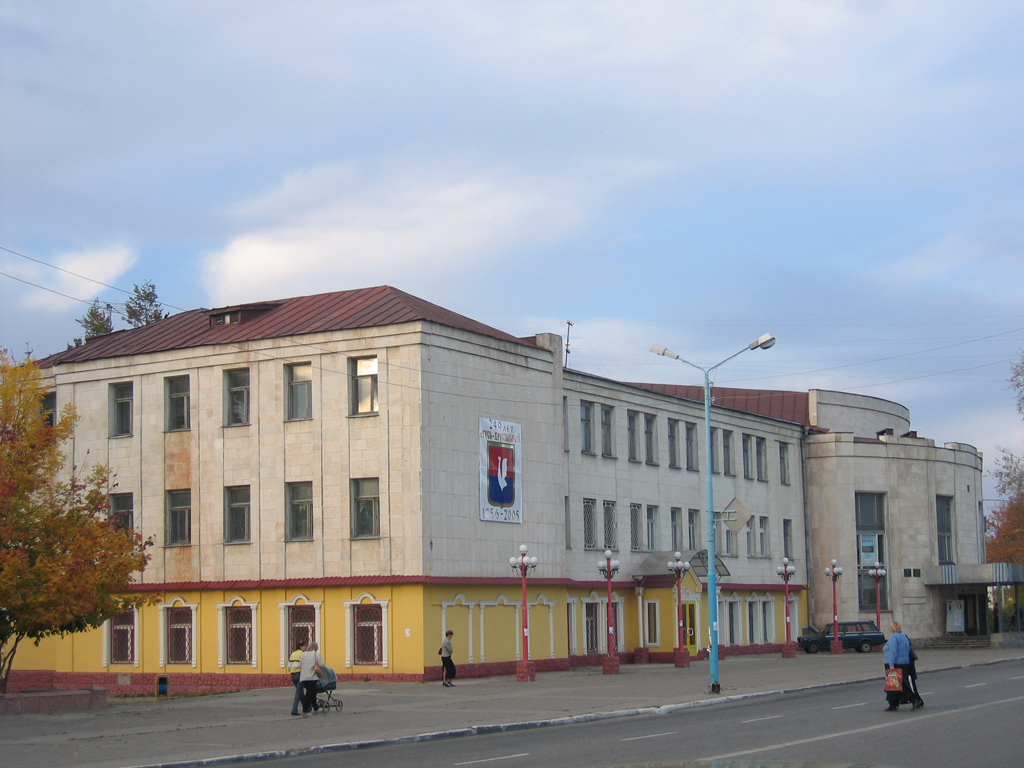
Городской центр культуры и досуга (сгорел 30 июня 2020, снесён)
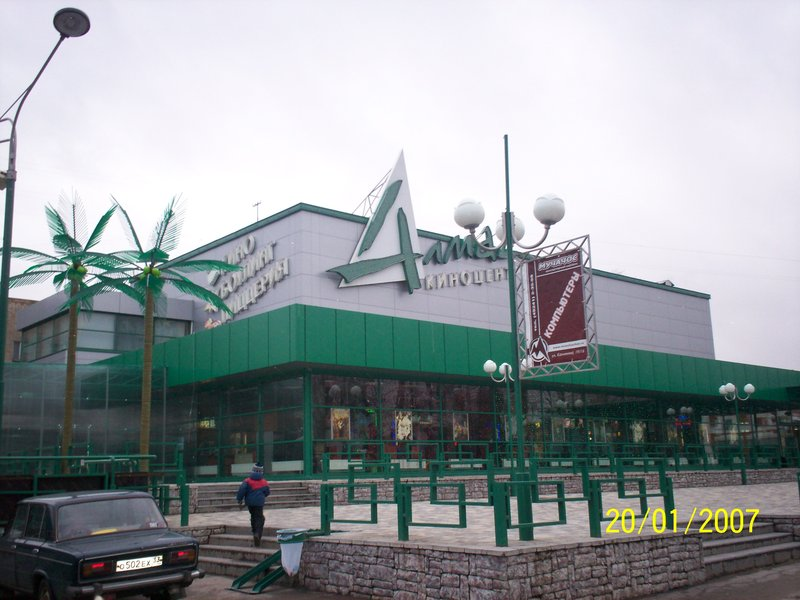
Развлекательный центр «Алмаз»

## Известные уроженцы и жители
- Городков, Василий Николаевич (1914—1997) — советский и российский архитектор, заслуженный архитектор России.
- Добровольский, Геннадий Фёдорович (1914—1989) — конструктор наземных средств системы С-75, лауреат Ленинской премии СССР (1958).
- Корсаков, Сергей Сергеевич (1854—1900) — русский психиатр, профессор Московского университета.
- Ростовцев, Павел Александрович (р. 1971) — российский биатлонист, трёхкратный чемпион мира, серебряный призёр Олимпийских игр 2006 года в эстафете, заслуженный мастер спорта России.
- Солоухин, Рем Иванович (1930—1988) — советский учёный в области физики, член-корреспондент АН СССР, академик АН БССР, Лауреат Ленинской премии.
- Цыганков, Алексей Яковлевич (1900—1969)— советский военачальник, полковник.
- Чехлов, Геннадий Фёдорович (1923—1996) — танкист, Герой Советского Союза, после войны — рабочий завода «Стекловолокно».
- Штандель, Георгий Владимирович (1879—1947) — архитектор, руководитель промышленного и жилищного строительства в г. Гусь-Хрустальный. С 1918 г. занимал должность заведующего строительным отделом в Правлении государственными заводами бывшего акционерного общества «Товарищество Ю. С. Нечаева-Мальцева наследники». Скончался от сердечного приступа и похоронен в Гусь-Хрустальном.